# Convenzione di Parigi per la protezione della proprietà industriale
La Convenzione di Parigi per la Protezione della Proprietà Industriale,  conosciuta come "Convenzione di Parigi", firmata a Parigi il 20 marzo 1883 ed entrata in vigore il 7 luglio 1884, fu uno dei primi trattati sulla proprietà intellettuale e proprietà industriale. Lo scopo fondamentale della Convenzione di Parigi è di assicurare che i diritti di proprietà industriale in uno Stato membro siano protetti in tutti gli altri Stati membri. Insieme alla Convenzione di Berna per la protezione delle opere letterarie e artistiche, costituisce l'insieme di "leggi fondamentali" per la protezione del "hard power" economico e del "soft power" culturale su scala mondiale. Si stabilì un'Unione di Paesi per proteggere questo diritto. La convenzione, con alcune modifiche e miglioramenti, è tutt'oggi in vigore.

## Storia
Con la rivoluzione industriale e con la crescita degli scambi commerciali era sempre più urgente la necessità di armonizzare le diverse leggi locali in questo ambito.
Nel 1873 a Vienna, inoltre, durante la Mostra Internazionale delle Invenzioni si era verificato un evento singolare: gli inventori provenienti da paesi stranieri si erano rifiutati di partecipare alla mostra poiché temevano che le loro idee potessero essere rubate ed utilizzate commercialmente in altri paesi, dal momento che non era presente alcuna tutela di carattere sovranazionale.
Dieci anni dopo, come risposta ai problemi e alle proteste, venne quindi firmata a Parigi la Convenzione per la tutela della Proprietà Industriale, volta a stabilire le tutele in tema di marchi, brevetti e modelli industriali.

## Funzioni
A causa delle differenze di interessi e di legislazione tra gli Stati membri, Convenzione di Parigi non stabilisce una legge uniforme sulla proprietà industriale, ma protegge sulla base della legislazione interna di ogni Stato membro, e quindi non esclude la territorialità della validità dei brevetti. Pur rispettando le leggi nazionali dei suoi membri, la Convenzione stabilisce i seguenti principi fondamentali che devono essere osservati da tutti gli Stati membri. La Convenzione, pur rispettando il diritto interno dei suoi membri, stabilisce dei principi fondamentali che devono essere osservati da tutti i membri per armonizzare le loro leggi nazionali con le disposizioni della Convenzione.

## Contenuti
Convenzione di Parigi copre la proprietà industriale. Coprendo i brevetti per invenzioni, modello di utilità, disegno industriale, marchio, marchi di servizio, nomi commerciali, marchi di origine o denominazioni di origine e la prevenzione della concorrenza sleale.

### Diritto di reciprocità
Secondo l'art.2 del trattato, i paesi firmatari si impegnano a riconoscere ai cittadini degli altri Stati dell'Unione gli stessi diritti in materia di proprietà intellettuale, riconosciuti ai propri cittadini. Ciò garantisce l'uguaglianza di trattamento in tutti paesi. Nella protezione dei diritti di proprietà commerciale, ogni Stato membro della Convenzione deve trattare giuridicamente gli altri membri della Convenzione allo stesso modo dei propri cittadini. Lo stesso trattamento è accordato ai cittadini di uno Stato non membro anche se sono domiciliati o hanno una sede reale ed effettiva in uno Stato membro della Convenzione.

### Diritto di priorità
Il diritto di priorità, secondo le disposizioni dell'art.4, si applica ai brevetti, disegni e modelli industriali. Questo significa che, chiunque abbia depositato in uno dei paesi dell'Unione una domanda di brevetto d'invenzione, di modello d'utilità, di disegno o modello industriale, di marchio di fabbrica o di commercio, godrà di un diritto di priorità per eseguire il deposito negli altri paesi.
È sufficiente depositare la domanda di brevetto in uno Stato dell'Unione per avere diritto alla priorità.
I tempi per allargare la protezione della propria idea o invenzione ad altri Stati di interesse sono di dodici mesi per i brevetti d'invenzione e i modelli d'utilità, di sei mesi per i disegni o modelli industriali e per i marchi di fabbrica o di commercio.
Prima della convenzione di Parigi era necessario scegliere, al momento del deposito, tutti i mercati di interesse e affrontare i costi delle tasse di deposito e della traduzione nella lingua di ciascuno Stato.

### Diritto d'indipendenza
Secondo l'Art.4bis e Art.6, le condizioni per richiedere e registrare un marchio sono determinate dalla legge di ogni Stato membro e sono indipendenti. Una domanda di registrazione di un marchio in uno Stato membro non può essere rifiutata o invalidata per il fatto che la persona che la richiede non lo ha richiesto, registrato o rinnovato in quello Stato. Un marchio debitamente registrato in uno Stato membro non è collegato a un marchio registrato in altri Stati membri, compreso il paese in cui viene presentata la domanda. Ciò significa che, una volta che un marchio è stato registrato in uno Stato membro, è indipendente dal marchio originale, anche se è stato cancellato nel paese di registrazione originale, o se non è stato rinnovato. Ciò significa che una volta che un marchio è stato registrato in uno Stato membro, è indipendente dal marchio originale, anche se è stato cancellato dallo Stato di registrazione originale, o non è valido perché non è stato rinnovato, questo non influisce sulla sua protezione in altri Stati membri. I brevetti concessi in paesi diversi per la stessa invenzione sono indipendenti l'uno dall'altro, vale a dire che ogni Stato membro concede, rifiuta, revoca o pone fine autonomamente a un brevetto per un'invenzione in conformità al diritto di quel paese, indipendentemente dal trattamento di quel brevetto in altri Stati membri. Ciò significa che un'invenzione che è stata brevettata in uno Stato membro non può necessariamente essere concessa in un altro Stato membro. Al contrario, una domanda di brevetto che è stata rifiutata in uno Stato membro non può necessariamente essere rifiutata in un altro Stato membro.

### Diritto della licenza obbligatoria dei brevetti
Secondo Art.5, "La Convenzione" prevede che gli Stati membri possano adottare misure legislative per prevedere la concessione di licenze obbligatorie a certe condizioni, al fine di prevenire eventuali abusi dei diritti di brevetto da parte del titolare. Se un brevetto non è stato richiesto o interamente richiesto entro un periodo di quattro anni dalla data della domanda o di tre anni dalla data di concessione del brevetto, a seconda di quale periodo sia più lungo, lo Stato membro interessato ha il diritto di adottare misure legali per concedere una licenza obbligatoria per consentire a terzi di applicare il brevetto. Se, dopo la scadenza di due anni dalla data della prima concessione della licenza obbligatoria, non è stato possibile prevenire gli abusi derivanti dalla concessione del brevetto, può essere avviata una procedura di revoca del brevetto. "La convenzione" prevede anche delle licenze obbligatorie, che sono non esclusive e non trasferibili. Tuttavia, è consentito se viene trasferito insieme alla parte dell'azienda o del marchio per cui viene utilizzata tale licenza

### Uso dei marchi commerciali
Secondo Art.6, "La Convenzione" prevede che un marchio già registrato in uno Stato membro debba essere utilizzato e che la sua registrazione possa essere annullata solo dopo un periodo di tempo ragionevole e che l'interessato non sia stato in grado di dimostrare una buona causa per il suo mancato utilizzo. Se un marchio già registrato in uno Stato membro viene registrato in uno Stato membro, la registrazione non può essere rifiutata se il disegno delle parti secondarie del marchio viene modificato senza alterare parti importanti del marchio originale e senza intaccare il carattere distintivo del marchio. Se un marchio è condiviso da società commerciali, ciò non pregiudica la sua domanda di registrazione e di protezione giuridica in altri Stati membri, a condizione che l'uso congiunto del marchio non inganni il pubblico e non comporti una violazione dell'interesse pubblico.

### Protezione di marchi notoriamente conosciuti
Secondo Art.6bis, indipendentemente dal fatto che il marchio notorio sia stato registrato, ogni Stato membro della Convenzione vieta l'uso di marchi identici o simili al marchio notorio e rifiuta la registrazione di marchi identici o simili al marchio notorio. Non c'è limite al periodo di tempo entro il quale tutte le persone che possiedono un marchio noto possono chiedere la registrazione di un marchio che è stato ottenuto con mezzi fraudolenti.

### Protezione temporanea dei prodotti da esposizione
Secondo Art.11, gli Stati membri della Convenzione accordano, conformemente alle loro legislazioni nazionali, una protezione giuridica provvisoria ai brevetti contenuti nei prodotti esposti in esposizioni internazionali ufficiali o ufficialmente riconosciute, tenute sul territorio di ogni Stato membro della Convenzione, nonché ai marchi dei prodotti esposti.

### Altre disposizioni
Altri elementi della convenzione sono: l'istituzione di un'autorità competente per regolare i diritti di proprietà industriale; il diritto degli inventori di firmare i loro nomi sui libri dei brevetti; gli stati membri non possono rifiutare di concedere brevetti o dichiarare invalidi i brevetti per alcune invenzioni che sono ammissibili per l'approvazione sulla base del fatto che il diritto interno prevede diversamente e per regolare la registrazione di marchi senza il consenso del proprietario del marchio. Questi sono i requisiti minimi della Convenzione per gli Stati membri.

## L'Assemblea e gli altri organi
I Paesi aderenti alla Convenzione hanno costituito un'Assemblea, in cui è presente un delegato disponente di voto per ogni paese, assistito eventualmente da consiglieri ed esperti. L'Assemblea si occupa di far sì che la Convenzione sia correttamente rispettata e svolge qualsiasi altro compito che la Convenzione stessa comporta.
È inoltre presente un Comitato esecutivo, costituito dall'Assemblea, composto da un quarto dei Paesi membri dell'Assemblea stessa. Ha il compito principale di preparare l'ordine del giorno dell'Assemblea.
I compiti amministrativi sono, infine, svolti dall'Ufficio internazionale, che funge da segreteria e raccoglie le informazioni relative alla protezione della proprietà industriale.

## Fondazione e modifiche
Dopo una conferenza diplomatica tenutasi a Parigi nel 1880, la convenzione venne inizialmente firmata da 11 stati: Belgio, Brasile, Francia, Guatemala, Italia, Paesi Bassi, Portogallo, El Salvador, Serbia, Spagna e Svizzera.
Il trattato fu revisionato a Bruxelles, Belgio, il 14 dicembre 1900; a Washington, Stati Uniti, il 2 giugno 1911; a L'Aia, Paesi Bassi, il 6 novembre 1925; a Londra, Gran Bretagna, il 2 giugno 1934; a Lisbona, Portogallo, il 31 ottobre 1958; a Stoccolma, il 14 luglio 1967 e fu rettificato il 28 settembre 1979.
Una delle principali modifiche è stata quella dell'Aia del 1925 che ha previsto l'inserimento dell'art. 10-bis sulla concorrenza sleale. In tale articolo viene stipulato che i Paesi che hanno firmato la Convenzione sono tenuti ad assicurare protezione contro gli atti di concorrenza sleale, ovvero ogni atto di concorrenza contrario agli usi onesti in materia industriale o commerciale. Sono in particolare modo vietati i fatti che generino confusione o le asserzioni false che screditino lo stabilimento, i prodotti, o l'attività industriale e commerciale di un concorrente. Sono proibite infine le indicazioni che traggano in errore sulla natura, il modo di fabbricazione, le caratteristiche, l'attitudine all'uso o la quantità delle merci.
L'art. 10-bis ha inoltre ispirato la costituzione dell'art. 2598 sulla concorrenza sleale del Codice Civile Italiano entrato in vigore nel 1942.

## Paesi membri
La Convenzione è iniziata con 11 Stati membri, oggi il numero totale delle parti contraenti della Convenzione è di 178 stati contraenti, il che la rende uno dei trattati con più larga diffusione globale. Birmania, Etiopia, Kuwait, Sahara Occidentale, Somalia, Sudan del Sud e Taiwan non fanno parte della Convenzione.
Tra i paesi contraenti ci sono: Afghanistan; Albania; Algeria; Andorra; Antigua e Barbuda; Arabia Saudita; Argentina; Armenia; Australia; Austria; Azerbaigian; Bahamas; Bahrein; Bangladesh; Barbados; Belgio; Belize; Benin; Bhutan; Bielorussia; Bolivia; Bosnia ed Erzegovina; Botswana; Brasile; Bulgaria; Burkina Faso; Burundi; Cambogia; Camerun; Canada; Ciad; Cile; Cina; Cipro; Città del Vaticano; Colombia; Comore; Corea del Nord; Corea del Sud; Costa d'Avorio; Costa Rica; Croazia; Cuba; Danimarca; Dominica; Ecuador; Egitto; El Salvador; Emirati Arabi Uniti; Estonia; Filippine; Finlandia; Francia; Gabon; Gambia; Georgia; Germania; Ghana; Giamaica; Giappone; Gibuti; Giordania; Grecia; Grenada; Guatemala; Guinea; Guinea-Bissau; Guinea Equatoriale; Guyana; Haiti; Honduras; India; Indonesia; Iran; Iraq; Irlanda; Islanda; Israele; Italia; Kazakistan; Kenya; Kirghizistan; Kiribati; Laos; Lesotho; Lettonia; Libano; Liberia; Libia; Liechtenstein; Lituania; Lussemburgo; Macedonia del Nord; Madagascar; Malawi; Malaysia; Mali; Malta; Marocco; Mauritania; Mauritius; Messico; Moldavia; Monaco; Mongolia; Montenegro; Mozambico; Namibia; Nepal; Nicaragua; Niger; Nigeria; Norvegia; Nuova Zelanda; Oman; Paesi Bassi; Pakistan; Panama; Papua Nuova Guinea; Paraguay; Perù; Polonia; Portogallo; Qatar; Regno Unito; Repubblica Ceca; Repubblica Centrafricana; Repubblica del Congo; Repubblica Democratica del Congo; Repubblica Dominicana; Romania; Russia; Ruanda; Saint Kitts e Nevis; Saint Lucia; Saint Vincent e Grenadine; San Marino; São Tomé e Príncipe; Senegal; Serbia; Seychelles; Sierra Leone; Singapore; Siria; Slovacchia; Slovenia; Spagna; Sri Lanka; Stati Uniti d'America; Sudafrica; Sudan; Suriname; Svezia; Svizzera; Swaziland; Tagikistan; Tanzania; Thailandia; Togo; Tonga; Trinidad e Tobago; Tunisia; Turchia; Turkmenistan; Ucraina; Uganda; Ungheria; Uruguay; Uzbekistan; Venezuela; Vietnam; Yemen; Zambia; Zimbabwe.

## Amministrazione
La Convenzione di Parigi è amministrata dall'Organizzazione Mondiale per la Proprietà Intellettuale (WIPO), con sede a Ginevra, in Svizzera.